# 城隍~賽米絲物語~
《城隍  賽米絲物語》由銘顯文化出版的輕小說，作者為蒼葵，插畫家是夜風。於2012年2月13日出版後不到半年即改編成漫畫，創下台灣小說史上最快漫畫化的紀錄，漫畫改編由LevelX勇者工作室操刀。同時間推出真人MV及專屬單曲（Chia演唱），亦為全台首創。2013年2月已翻譯成泰文版。

## 故事介紹
為了打破東西之間的藩籬，加深彼此的交流，西方神界主動提出邀請，希望東方送一位神祇來「賽米絲學園」就讀。於是新任的城隍艾草變成了留學生的人選，來自東方的小小神明與她手下八將軍，及自在西方結識的露西華之女-莉莉絲、伊甸之蛇後裔-白蛇……等各色人物引發連串趣事。然而本該平和的學園生活，卻因黑暗元素掀起波瀾……

## 人物介紹

### 東方

#### 城隍府
- 艾草/城隍

本書主角，被天界選作為前往西方的轉學生，在就讀「賽米絲學園」時是一年A班的學生。
身分是陰間城隍府的主人，手下有八大將軍，專司緝拿亡靈。
黑髮黑眼的可愛女童，黝黑長髮梳紮成兩個垂髻，過長的其餘髮絲順勢落在兩側，直達腰間。因體質特殊，即使染髮也會在兩天後恢復成原本的黑色。身上衣物以紅黑兩色為主，袖子長至曳地。喜愛羽毛。
多自稱「吾」，說辭較偏古。總是面無表情，個性認真，喜愛閱讀。有東西亂扔的習慣，一天可以毀滅半間乾淨的書房。很在意自己的身高及身材。
能力是操縱幽冥青焰及如霧的黑鎖鏈。為保存力量，平時皆以小女孩的外表現身，真身是名纖細的少女。
在年級會考中，遭鈴蘭下了來自地獄的詛咒之誓，現在在學園的治療室休養。
在第七集中恢復真身，卻因不適應而回到了東方
- 梁炫/夜遊巡將軍

八大將軍之一，在中有如領導者的存在。現任閻王的姊姊。
外貌是有過腰筆直的黑長髮及黑瞳，身材高挑，磁場強大的御姊。總是一身俐落的褲裝打扮，有時會帶墨鏡。
個性淡漠、冷靜，永遠將城隍擺在第一順位。興趣是拍照(艾草限定)。
可操縱黑鍊，武器是軍刀。
「城隍大人是我等本命後援會」的會長。
同長照為第一組艾草在西方的隨扈，在黑荊棘的實驗室遭湖底妖獸襲擊與七娘八娘接手後回府休養。得知艾草被詛咒後，與長照再度回到賽米絲學園。
與白蛇、拉格斐等人前往巴別塔取得解除艾草身上詛咒的素材。
第七集與拉格斐、長照一同前往白之森救艾草。
- 長照/日遊巡將軍

八大將軍之一，城隍的大小事多由他打理，相當於城隍的活動行事曆。
黑髮黑眼的文弱少年，乍看無害，易被認為不構成威脅，但其力量不容小覷，一碰觸到底線就會直接抓狂。
個性嚴肅認真、一板一眼，天生勞碌命，太過憂勞會犯胃痛。興趣是畫畫(艾草限定)、記帳、算帳。
可操縱黑鍊，武器是長劍。
「城隍大人是我等本命後援會」的副會長。
同梁炫為第一組艾草在西方的隨扈，在黑荊棘的實驗室遭湖底妖獸襲擊與七娘八娘接手後回府休養。得知艾草被詛咒後，與梁炫再度回到賽米絲學園。
與白蛇、拉格斐等人前往巴別塔取得解除艾草身上詛咒的素材。
第七集與拉格斐、梁炫一同前往白之森救艾草。
- 謝必安/謝將軍

八大將軍之一，負責操練兵將，和范無救是一對默契極佳的搭檔。常被稱為「七姑娘」、「七娘」。
擁有蓬鬆黑髮、黑眼的女子，具有古典美女的氣質，臉上掛有一副細框眼鏡，頭戴奇異高帽。
微笑起來溫柔似水，但說話毒舌刻薄，對待外人或男性尤是如此，會面帶笑容將對方炮得體無完膚，然對艾草是完全相反地溫柔體貼。在將軍中是如同智者的存在。興趣是喝酒和磨練部下。
能操使黑鍊，武器是白色羽毛扇，揮散出去的羽毛可化成鋒利刃片。
與金珈為一體雙魂
與梁炫、長照接手的第二組隨扈。
- 范無救/范將軍

八大將軍之一，負責操練兵將，和謝必安是一對默契極佳的搭檔。常被稱為「八姑娘」、「八娘」。
黑髮黑眼，膚色黧黑、個子嬌小、野性十足的女孩。活潑好動，眼眸總是充滿好勝，笑時可以看見小虎牙。本能在將軍中是最為強烈的。最喜歡從後撲抱艾草，像小動物一樣磨蹭她，也喜歡和謝必安一起拼酒。
能操使黑鍊，武器是黑紗摺扇，扇緣鋒利如刀刃。以及腰間插著寫有賞善罰惡的執事牌，能任意改變體積。
口頭禪是「 再不離開小姐，就扭下你的頭」。
與銀鎖為一體雙魂
與梁炫、長照接手的第二組隨扈。
- 羅剎/馬將軍

八大將軍之一，和阿防是雙生兄弟。常被稱為「馬爺」。
黑髮黑眼、身材高大的青年，相貌俊朗、濃眉大眼，給人有點孩子氣的感覺。個性開朗如同大型犬，對艾草忠心耿耿如忠犬。待人不拘小節、毫無架子，但只要一牽扯到城隍，性格就會丕變如狂犬。喜歡和阿防一起繞著城隍轉，也喜歡讓艾草摸頭。
能操用黑鍊，武器是柄與身同高的鋼叉，可隨意縮放體積，腰間則配有短三叉。
因艾草誤開空間通道而提前來到賽米絲，但來的時候不小心受到衝擊而失憶。因連同名字也不記得，失憶時暫時稱作「利特」，並在珠夏手下擔任保鏢一職。最後在七娘八娘的聯手攻擊下恢復記憶。
第七集與白蛇、珠夏一同前往湖中塔救艾草
- 阿防/牛將軍

八大將軍之一，和羅剎是雙生兄弟胎。常被稱為「牛爺」。
黑髮黑眼、身材高大的青年，相貌俊朗、濃眉大眼，給人有點孩子氣的感覺。個性開朗如同大型犬，對艾草忠心耿耿如忠犬。待人不拘小節、毫無架子，但只要一牽扯到城隍，性格就會丕變如狂犬。喜歡和羅剎一起繞著艾草轉，也喜歡讓艾草摸頭。
能操用黑鍊，武器是柄與身同高的鋼叉，可隨意縮放體積，腰間則配有短三叉。
因艾草誤開空間通道而提前來到賽米絲，但來的時候不小心受到衝擊而失憶。因連同名字也不記得，失憶時暫時稱作「安特」，並在珠夏手下擔任保鏢一職。最後在七娘八娘的聯手攻擊下恢復記憶。
第七集與白蛇、珠夏一同前往湖中塔救艾草
- 金枷/金將軍

八大將軍之一。為「盲從者」，絕對聽從城隍的命令，不論其是否會傷及主人。因此缺陷與謝必安一體雙魂，在城隍的命令下才會甦醒、再沉睡。
黑瞳，黑髮綁成一束，體型高大的青年。總是身著黑衣，腰側配著金枷。
時常表情硬冷，鮮少言語，很少有情緒起伏，仿若人偶，只有在城隍命令時才有反應。
武器是長槍及金色枷具，後者能改變體積、禁錮靈體。
因艾草擔心入巴別塔摘取金屬的白蛇等人，故喚醒金枷前往相助。
在第七集中與銀鎖、貝洛切爾一同到中庭廣場救回艾草，難得的嶄露欣喜之情。
- 銀鎖/銀將軍

八大將軍之一。為「盲從者」，絕對聽從城隍的命令，不論其是否會傷及主人。因此缺陷與范無救一體雙魂，在城隍的命令下才會甦醒、再沉睡。
黑瞳，黑髮在一邊綁成數條辮子，身材纖細的少女。常著白衣，手上纏繞銀鎖。
總是冷著一張臉，鮮少言語，很少有情緒起伏，仿若人偶，只有在城隍命令時才有反應。
武器是銀色鎖鍊，上頭布滿荊刺。
因艾草擔心入巴別塔摘取金屬的白蛇等人，故喚醒銀鎖前往相助。
在第七集中與金枷、貝洛切爾一同到中庭廣場救回艾草，難得的嶄露欣喜之情。

#### 閻王殿
- 羅言/閻王

閻王殿的主人，專門審判亡靈，依其罪刑流放至十八層地獄。現任夜遊巡將軍‧梁炫的弟弟。
外貌斯文，身為閻王有異於常人的威迫感，但面對其胞姊及助理卻威嚴盡失，常被文判壓著改公文。
- 文判

閻王的特別助理。
總是挽著簡單髮髻、帶著眼鏡、一身套裝。閻王暱稱「小文」。
說話毒舌，精通英文、法文、日文等語言。
因城隍及八大將軍皆前往西方，而暫時接管城隍府。

### 西方

#### 賽米絲學園

##### 一年A班
- 莉莉絲

惡魔一族，地獄君主露西華的獨生女。
有著一頭粉紅色捲髮，碧綠眼眸，外表華麗的美少女。背後有碩大的黑色羽翼，平時是收起不外露。衣裝多著黑色為主的華麗短洋裝。
骨子裡天生散發著一股傲慢，言詞上也尖利不客氣。喜歡艾草，並且將自己視為艾草的保護者之一，通常稱艾草為「小米粒」。討厭黑暗。在學園中擁有為數龐大的愛慕者。隨身攜有影侍伺候，平時隱身不被他人輕易發現，只有在莉莉絲呼喚時才會出現，外型是一抹黑色的人影。
能操縱幽黑的地獄之火及黑羽毛，有時也會召喚黑色光刺作為武器。
- 白蛇

伊甸之蛇的後裔。
白髮紅眼的少年，皮膚蒼白，臉頰部分有蛇鱗分佈。
個性難以親近、捉摸，習慣將自己置於旁觀者的位置。因為是蛇的關係，不管何時何地都能睡，沒睡飽能力會不足。喜食冰品，還是「華爾其麗婭」的VIP。
可以操縱繃帶作為武器，以及召喚白鱗紅眼的蛇。真正的實力尚無人知曉。
第三代巴別塔之主。為巧言之蛇，能解讀已失落的古語。
- 拉格斐‧帝

二翼天使，大天使長米迦勒的徒弟。
金髮藍眼的小男孩。背後有一雙雪白羽翼，平時收起不外露。
總是冷著一張臉，看似冷漠孤傲，但其實脾氣嗆烈暴躁，易被激怒。最討厭女人和身高被人做文章，但似乎對艾草持有好感，通常叫艾草「小不點」。
為了磨練自己而封印部分力量，來到賽米絲學園就讀。因力量封印的緣故，平日是以男童的外表現身，真身是名青年。武器是軍刀，能操縱冰。
- 野薔薇

外貌是有一頭栗子色捲髮、棕色眼睛的柔弱少女。給人的印象是拘謹、怕生，容易讓人激起保護欲，但真實性格卻與外表完全相反。左手上套著南瓜手偶‧細細，常常與它對話。
能操控水流及泡泡，亦能以幻術魅惑人心。
單看外表容易讓人認為是花精族，但實為一名未發育成熟的水妖，性別也尚未分化。水妖狀態的外貌則是有海藍頭髮及眼眸，雙耳化成藍色的魚鰭，下半身是一條碩大華麗的寶石藍魚尾。
前世是「人魚公主」中的人魚，因「承祖現象」想起一切，為尋找她的前世愛人在加分任務中請求艾草等人協助。
- 細細

野薔薇的手偶，有獨立的意識和性格。說話總是逞口舌之快，因此常常得罪他人，自稱「本大爺」。
- 沙羅‧曼達

火之精靈與惡魔的混血，與薩拉有親戚關係。
紅髮紫眸，鼻頭與臉頰分布著一些淡淡的雀斑，外貌充滿男孩子氣的少女。背後有一對小巧的黑色蝠翼，平時收起不外露。
個性開朗、活力十足，很容易和他人打成一片。和溫蒂妮是摯友。作息十分正常，從來沒有變動過，同宿舍的學生曾因此抱怨過根本是活鬧鐘。
有隻火蜥蜴作為寵物，有在半夜帶寵物出門散步的習慣。
可以操控火焰，手指也可變成尖長如刀的利爪。
- 溫蒂妮‧西芙

種族是風之精靈，因曾祖母是純種水精靈，體內有八分之一的水精靈血統。
綠髮碧眸的少女，笑容甜美、語氣輕柔，和男子氣的沙羅剛好呈現對比的女孩。
個性溫柔，面對意外時也能保持冷靜。與沙羅是摯友。
可以操縱風，能使人飛翔或進行偵查。
被亞瑟希兒強迫喝下參有黑暗元素的茶水，讓艾草部下等人陷入睡眠，使艾草被雷文哈克帶走。

##### 一年C班
- 伊梵‧賽夏克

暗夜眷族，菈菈的堂兄，和菈菈一同服侍珠夏。
黑髮紫眼的少年，情緒大幅起伏時，雙眸會染成血紅，並露出獠牙，指甲亦伸長銳利如刃。背後有一對黑色蝠翼，平時收起不外露。
給人的感覺是冷冰冰的，不喜人接近。興趣是閱讀和釣魚。
身體可以散化成蝙蝠，亦可操縱蝙蝠。武器是血化成的長劍。
前世是「人魚公主」中的王子。
暫時和菈菈回到地獄，查清何人假冒珠夏之名贈與的黑暗元素。
- 菈菈‧賽夏克

暗夜眷族，伊梵的堂妹，和伊梵一同服侍珠夏。
黑髮紫眼的少女，情緒大幅起伏時，雙眸會染成血紅，並露出獠牙，指甲亦伸長銳利如刃。背後有一對黑色蝠翼，平時收起不外露。
外表甜美、天真爛漫，但有時會有陰險的一面。酒量不好。
身體可以散化成蝙蝠，亦可操縱蝙蝠。武器是血化成的鐮刀。
暫時和伊梵回到地獄，查清何人假冒珠夏之名贈與的黑暗元素。
- 珠夏

原罪「憤怒」的繼承人，伊梵和菈菈的主人。
有著一頭紅色長髮，微捲的髮尾呈現金黃，如同燃燒的火燄，以及赤紅雙眼的青年。膚色偏深，給人印象是沉默寡言、令人難以親近，但實為不善言辭的悶騷型。喜歡貓咪，會隨身攜帶逗貓棒和貓薄荷。能操控金色的火燄。
曾有一段時間因身體因素回府休養，最近剛回來賽米絲。

##### 三年級
- 鈴蘭

夢魔一族，和百合是雙胞胎。
紫髮紫眸的少女，衣著亦是紫色色系，外表像洋娃娃一樣、嬌小甜美。擅長製造幻境或利用人心的空隙進行魅惑，製造出的幻境成為「夢魔之檻」。
莉莉絲的狂熱愛慕者，因此視艾草為礙眼的人物。
在年級會考中擔任艾草等人的考官，但在考試終了前刻因濃烈的黑暗元素致心智狂化，對艾草下了來自地獄的詛咒之誓。
異變後的姿態皮膚呈現硬岩般的漆黑，上頭爬滿暗紫花紋，背後延長出一對岩翼，雙瞳則是如黑洞般的空洞，唯一能辨別的只有紫色的髮絲。
導致異變的緣由似乎有賽米絲的師長在幕後操控。
- 百合

夢魔一族，和鈴蘭是雙胞胎。
灰髮灰眸的少女，衣著亦是灰色色系，外表像洋娃娃一樣、嬌小甜美。擅長製造幻境或利用人心的空隙進行魅惑，製造出的幻境成為「夢魔之檻」。
莉莉絲的狂熱愛慕者，因此視艾草為礙眼的人物。
在年級會考中擔任艾草等人的考官，但在考試終了前刻因濃烈的黑暗元素致心智狂化。
異變後的姿態皮膚呈現硬岩般的漆黑，上頭爬滿暗紫花紋，背後延長出一對岩翼，雙瞳則是如黑洞般的空洞，唯一能辨別的只有灰色的髮絲。
導致異變的緣由似乎有賽米絲的師長在幕後操控。

##### 成進組
- 貝洛切爾

真名是可魯貝洛斯‧切爾契‧卡洛尼爾達，其強大的魔法天賦輩受師長稱讚。
黑髮金瞳的男子，總是掛著溫柔的笑意，舉手投足帶著與生俱來的優雅貴氣。很會照顧人的學長。
真實身分是失職的十三號地獄三頭犬，因想起破碎靈魂中的記憶，而來到賽米絲學園就讀。
在闇之螢石的任務搶奪中，因其濃度過於強烈的黑暗元素侵入體內而致心智狂化，最後因艾草出手而恢復，故轉向艾草獻上忠誠之誓。
加分任務完成後，離開學園尋找遺失的記憶。
- 托爾泰

克魯魯的哥哥。專修魔法。
面貌黝黑的大漢，初登場時偽裝成小男孩的容貌，並以嚮導名義想誘騙莉莉絲和白蛇進入螢火光園深處，但最後失敗。
貝洛切爾為取得闇之螢石而找來的任務隊友。
- 克魯魯

托爾泰的弟弟。
相貌瘦小的男子，貝洛切爾為取得闇之螢石而找來的任務隊友。

##### 教職員
- 黑荊棘

種族是魔女。一年A班的班導師，專門教授藥草辨識和調理。創校最初的三人之一。
總是帶著可愛的貓咪頭套，鮮少有人目睹其真面目。頭套底下的面容是名黑髮黑眼的艷麗女子，身材姣好火辣，平日多著白色長袍、菱格網襪及鮮紅高跟鞋。
個性是全校公認的古怪，聲音較一般女性低沉。擅長鍊金術和科學，有專屬的實驗室。喜歡貓咪和喝酒。能操縱荊棘，因此被稱為「荊棘魔女」。
不曾轉世，「人魚公主」中的鄰國公主就是她，野薔薇追尋的愛人。
- 雷文哈特

一年C班的班導師。
總是帶著可愛的小狗頭套，鮮少有人目睹其真面目。總是一深淡綠色的優雅服飾，給人的感覺有如沐春風的親切感。
清澈溫和的聲音在遇到黑荊棘也會變得夾槍帶棍。
「資質者」之一，且保有薩麥爾的意識，因此擁有一頭如火焰般、紅金漸層的長髮。
和亞瑟希而聯手叛變，並帶走艾草。
- 洛榭‧哈爾頓

一年D班的班導師，法陣緒論的授課老師。
擁有白金色頭髮、碧綠眼睛的男子，臉部線條鋼硬，給人一種不可親的氣質。
不近人情的個性在校園廣為人知，處理事情上較為激進。
有一位養女。
「資質者」之一。
- 學園長

賽米絲學園的學員長。創校最初的三人之一。
灰髮的中年男子，非常強調自己只是髮量稀疏，不是禿頭。
實際身分是賽米絲學園的意識體。
- 副學園長

賽米絲學園的副學員長。
一隻可愛的布偶熊，說話語氣是與外表相反的粗魯，總是自稱「老子」，語尾還會加上「咩」。身上的布料顏色會隨心情變化。
兼任校車司機，藉由校車來評斷搭乘的人是否為「資質者」。
- 薩拉

種族是光之精靈。賽米絲學園的校醫。與沙羅有親戚關係。創校最初的三人之一。
擁有橘色捲髮，淺藍眼珠的少年，因此常被誤認成學生。貫穿黑袍，裝潢亦喜黑色調，還收藏數量眾多的人體骨骼標本。
因為種族關係，非常擅長治療相關的魔法，但是方式非常粗暴，一般不會替人麻醉。認為不覺得痛，就永遠不會記下教訓，因此保健室成了學生聞之色變的地方。
除了校醫，還是島上空間通道的守門人，隨身攜帶用來開啟通道的鑰匙。
- 亞瑟希兒

琥珀色眼眸、深藍長髮，常裸著一雙足，令人聯想到森林妖精的女子。眼睛會因情況轉為紅色。背後有一雙金屬羽翼，平時收起。
原本是沒有感情得鍊金人偶，在賽米絲得約聘下成為學園的老師，在接觸各種學生下擁有了感情，對愛情特別嚮往，非常熱心於為學生解決愛情方面的問題。
其實是薩麥爾製作的鍊金人偶，紅色薔薇刺青即是證明。與雷文哈特聯手叛變，並利用溫蒂妮帶走了艾草。

## 名詞解釋

### 地理、世界觀
- 地府

東方人死後的報到的地方，如同陽世的倒影，終不見天日。中有靈魂居住的城市‧酆都，地府的兩大機關──城隍府和閻王殿皆座落於酆都之外，各距東西，中央隔著冥河環繞，地府邊界則是帶罪亡靈受刑的十八層地獄。
- 酆都

地府內的城市，凡未鑄大錯的靈魂皆生活於此，等待投胎。酆都的房屋建材特殊，即使是靈魂也無法輕易穿透。
- 因帕德休島

西方獨立於神界、地獄、人界的世界，沒有紛爭的中立島，歡迎各種種族前來。港口是唯一的出入口。
- 賽米絲學園都市

座落於因帕德休島的學園都市，就讀學生不限種族，包含一~三年級與成人進修組(簡稱成進組)。學園中樞是巴別塔語言轉換編碼塔(簡稱巴別塔)，外圍依序是行政辦公大樓及一些研究室、各棟教學大樓，最邊緣東方處則是學生宿舍。
自然方面，學園採取與之共存的方針，不驅趕原生物種，因此在學園以外的郊野仍有妖獸出沒。
事實上，賽米絲學園的建立不單只是培養各界菁英，亦是原罪「憤怒」的監視者，防止「資質者」接近禁地而鬆動封印。
- 螢火光原

座落於塞米絲學園外西北方的草原，無人居住，只有蛇瓦那等妖獸棲息。茂密草叢中有無數水潭，地底下連成構造複雜的網脈。
因一入夜草原便會發出幽幽亮光，故名之。且會形成小迷宮困住人，月圓當日尤是難度加倍。
滿月時若月光被擋住會出現「熄光之刻」，泛光的草原會瞬間變得一片漆黑。
- 月鱗湖

最靠近艾草宿舍的一座湖。中央有倒立、無門窗的灰塔，實為黑荊棘的實驗室，湖內有章魚妖獸作為守衛。
- 白之森

看似平凡的森林，一到特定時節樹葉會褪成雪白，故名之。森林深處有被學園劃為禁地的真實之湖。
- 真實之湖

位於白之森深處，因封印原罪「憤怒」的殘骸而致湖水呈現白色。若沾上湖水會使一切生物回到最原始的型態(例如恢復真身)，甚者會發生「承祖現象」。
被賽米絲列為禁地，亦防「資質者」接近而鬆動封印。

### 物品、用語
- 空間之鏡(戒)

西方給予身為留學生人選‧艾草的贈禮，東西雙方的通道。
另有與之相關的「空間之戒」，相當於空間之鏡的攜帶型。能從戒指發出光束，投射出代表東西通道的空間之鏡，使用次數僅五次。
- 《三分鐘讓妳對西方世界就上手》

連同空間之鏡的贈禮，書中記載有關西方的各種知識。
- 闇之螢石

每三年完成一次結晶，可在螢火光原、悽啼盛開處發現。會在月圓前後出現蹤跡，若出現會招引附近妖獸，一旦月光消散形體亦一同消逝。
外形是一塊通體透黑的石頭，內藏大量的黑暗元素。地獄三頭犬的構成元素之一。
- 黑暗元素

組成高等惡魔(如露西華、六大公爵)的軀體，除此之外的生物若持有過濃的黑暗元素會產生異變。
貝洛切爾、黑荊棘的妖獸守衛、鈴蘭及百合皆因此心智狂化過，共通點是雙眸連同眼白會呈現闐黑，且在事後留下濃度純厚的晶體。
- 原罪

六大惡魔公爵及地獄君主露西華的代稱，分別是「嫉妒」、「色欲」、「暴食」、「貪婪」、「憤怒」、「怠惰」及「傲慢」。
露西華奉上帝命令前來接管地獄，原為統治者的六大公爵不服，與之發生極為慘烈的戰爭，最終除「憤怒」薩麥爾公爵皆降。而薩麥爾因挾持露西華的妻子而使之慎怒，卒被封印元神、軀體被分為數塊分散各地，其中頭顱部分沉於白之森的真實之湖。
- 承祖現象

即記憶回朔，讓人想起前世的事情。若入真實之湖會發生此一現象，但並非所有人，只能推測是機率問題。
- 資質者

其存在可能刺激有「憤怒」殘骸在的封印，甚至產生鬆動、進而被破壞。
- 加分任務

不定期舉辦，會先由各班老師公佈，學生再分組，每組最多五人。可抽取一至二個任務(有可能會和他組重複)，相關消息會在通訊器中顯示。不過最終結果、提示及分發到的組別得親自到廣場觀看。
任務愈難所得積分愈高，但未完成不會扣分。任務期間不得有非組別成員出手干涉。
- 校車

因為鮮少有人目睹，因此在學生間被稱為是「必須觸發隱藏條件才會出現的稀有道具」。
駕駛是一隻布偶熊(副學園長)，能夠載人到任何想去的地方，行車路線被設定在另一個空間，因此常人看不見其存在。
實為測驗是否為「資質者」的道具。
- 年級會考

學員長籌劃，由三年級擔任考官、一年級應試，老師則是負責評分。一年級會分組──但不限定同一班，最多四人──然後隨機應考三年級分組後所出的關卡。
考試是無預警開始的，因此若要確認是否為同組組員，可藉手背上的記號判斷。關卡規定一切從關主，非應試者不得插手。

### 種族
- 地獄三頭犬

露西華用闇之螢石和破碎靈魂製造出來的生物，專職鎮守地獄大門，每一隻皆有編號，一段時間輪班一次。
體覆黑毛、金黃眼瞳，吐息一沾空氣即成焰火，擁有三顆頭顱的巨犬，體型可任意改變，身體亦可分散成單獨個體行動。
- 魔女

是人類，也不是人類，擁有漫長的生命。清一色皆為女性，能夠控制一種元素，但也只能一種。
其種族的語言「魔女之語」已成為被遺忘的古語。
- 水妖

擁有魚尾人身，亦被稱為「人魚」。常棲息在澄淨深邃處，不喜在他人面前露面，常在暴風雨來臨時浮出海面。
髮絲和眼眸皆為海藍，耳朵成魚鰭狀。落下的眼淚會成珍珠，被稱為「人魚之淚」，依其能力高低有淡藍及雪白之分。
成長期間分為兩段成熟期，第一階段可化成完整人類姿態，第二階段分化出性別。
「人魚公主」是其祖發生過的歷史，只是事實是人魚公主愛上鄰國公主，而非王子。
水妖在賽米絲學園算是稀有種族。

## 出版一覽
小說列表
| 卷數 | 標題       | ISBN               | 封面人物                |
| ---- | ---------- | ------------------ | ----------------------- |
| 1    | 前進西方   | ISBN 9789862994900 | 艾草＆莉莉絲            |
| 2    | 異夢       | ISBN 9789862995846 | 艾草＆拉格斐‧帝＆野薔薇 |
| 3    | 薔薇花公主 | ISBN 9789862998120 | 艾草＆伊梵＆菈菈        |
| 4    | 夢魔之檻   | ISBN 9789863270034 | 艾草＆鈴蘭＆百合        |
| 5    | 巴別塔     | ISBN 9789863271338 | 艾草＆沙羅＆溫蒂妮      |
| 6    | 靈魂碎片   | ISBN 9789863273042 | 艾草＆白蛇              |
| 7    | 城隍       | ISBN 9789863275022 | 艾草                    |

### 衍生出版品
漫畫版
- 城隍~賽米絲物語~ 1  ISBN 9789862998540
- 城隍~賽米絲物語~ 2  ISBN 9789863271376
- 城隍~賽米絲物語~ 3  ISBN 9789863275466

CD、DVD
- 城隍~賽米絲物語~ 真人版MV
- 城隍~賽米絲物語~ 音樂單曲CD 夢想起飛follow the way

## 外部連結
- 銘顯文化 https://web.archive.org/web/20131205234405/http://www.ezla.com.tw/
- 蒼葵的部落格 http://blog.yam.com/mikukai （页面存档备份，存于）
- 蒼葵的fb粉絲團 https://www.facebook.com/mikukai520
- 夜風的部落格 http://blog.yam.com/crosswing （页面存档备份，存于）
- LevelX勇者工作室 https://www.facebook.com/levelxstudio